# Cadillac Series 63
Der Cadillac Series 63 war ein in den Jahren 1940 und 41 vom US-amerikanischen Automobilhersteller General Motors unter der Marke Cadillac angebotenes PKW-Modell.

## Modellgeschichte
Im Modelljahr 1940 gliederte sich das Cadillac Angebot in die Typen Series 60S (Sixty Special), Series 61 und 62, Series 63 sowie die Series 72 und 75.
Neu ins Programm gekommen war der Series 63. Dabei handelte es sich um eine Fließheck-Limousine mit spezieller Karosserie mit je drei Seitenscheiben (die 62-Limousine besaß nur je zwei Seitenscheiben) auf dem unveränderten Radstand der Serien 61/62 (3200 mm). Angetrieben wurde der 63 von einem 5,7-Liter-V8 mit stehenden Ventilen und 135 SAE-PS. Preislich rangierte der 63 etwa 150 Dollar über der 62-Limousine.
Als Cadillac im Mai 1946 nach Kriegsende die Autoproduktion wieder aufnahm, wurde auf eine Fortführung des 63 verzichtet.
Von Ende 1940 bis Februar 1942 entstanden, ausschließlich mit Fisher-Karosserie, insgesamt 6800 Exemplare des 63.

## Daten
| Modelljahr | Hubraum (cm³) | Leistung (PS) | Radstand (mm) | Preis (US-$) | Stückzahl |
| ---------- | ------------- | ------------- | ------------- | ------------ | --------- |
| 1940       | 5671          | 150           | 3200          | 1696         | 5050      |
| 1941       | 5671          | 150           | 3200          | 1882         | 1750      |